# El sol sale para todos (telenovela)
El sol sale para todos es una telenovela venezolana producida y emitida por Venevisión en 1986. Fue la última telenovela protagonizada (de las nueve que realizaron en total) Hilda Carrero y Eduardo Serrano, coprotagonizada por Corina Azopardo y Guillermo Dávila, y contó con las participaciones antagónicas de Reneé de Pallás, Henry Galué, Herminia Martínez, Jimmy Verdum y Fernando Flores.  

## Argumento
¿Qué pasa cuando el amor nos enfrenta al más difícil de los dilemas? Una mujer en plena madurez, agobiada por la rutina y la decepción ante una vida que concibe frustrada, conoce a un hombre cautivador y misterioso que le devuelve la alegría de vivir. Pero debe enfrentarse a una dura realidad: ambos están casados y con hijos. ¿Serán capaces de abandonarlo todo? ¿Cómo puede ella ir en contra de los férreos códigos morales en los que ha militado a lo largo de toda su vida? El Sol sale para todos es una novela narrada en uno tono real y cotidiano, donde el drama, el humor y la ironía del día a día van de la mano. Logró los más altos niveles de sintonía en el año de su estreno.

## Elenco
- Hilda Carrero ... Magdalena Pimentel de Zerpa
- Eduardo Serrano ... Santiago Falcón
- Corina Azopardo ... Manuela Larrazábal
- Guillermo Dávila ... Luis Ignacio "Lucho" Pimentel
- Herminia Martínez ... Ana Cristina Arismendi
- Carmen Victoria Pérez ...Antonieta
- José Oliva ... León Benigno Pimentel (padre de Lucho y Magdalena)
- Eva Blanco ... Cruz del Carmen "Crucita" Chacón de Pimentel (madre de Lucho y Magdalena)
- Raúl Xiqués ... Diógenes Arismendi (padre de Ana Cristina)
- Reneé de Pallás ... Doña Florentina
- Esperanza Magaz ...Jacinta
- Betty Ruth ...Chabela
- Luis José Santander ...Tito Marcano
- Ramón Hinojosa ... José Asunción "Chonchón" Duarte (Creador de las hamburguesas Mugre y Super Mugre.)
- Henry Galué ... Julián Zerpa
- Vicente Tepedino ... Felipe " Felipito" Larrazábal
- Rossana Términi ... Margarita Zerpa Pimentel (Hija de Magdalena y Julián)
- Armando Jiménez ... Julián "Juliancito" Zerpa Pimentel (hijo de Magdalena y Julián)
- María Elena Heredia ...Maritza
- Josefina Armas ... Josefa de Zerpa (Madre de Julián Zerpa)
- Víctor Hernández ... Junior Falcón
- Alma Ingianni ...Aurora Larrazábal de Arismendi (madre de Ana Cristina, muere en el accidente aéreo provocado por Dámaso Arrieta siguiendo órdenes de Doña Florentina)
- Jimmy Verdum ...Versalles (Cómplice y sicario de Doña Florentina)
- Fernando Flores ...Dámaso Arrieta
- Eduardo Gadea Perez ...Padre Antonio "Toñito" Chacón
- Enrique Alzugaray ...Don Crisanto
- Esther Orjuela  .... Soledad Pérez
- Alfonso Urdaneta.... José Rosario
- Leon Jose Silva
- Pedro Marthan .... Dr. Zamora
- Loly Cova
- Enrique Soto .... Sr Fulgencio Olalde
- Ana Morales
- Soraya Sanz ...Teotiste
- Adela Romero ...Vicky
- Ernesto Corte ... Sr. Cortes (comprador autos)
- Javier Diaz ... Enrique Trujillo
- Manuel Escolano ... Tomás Dorta
- Mariela Capriles ... Patricia Lara
- Claude Achkar ... Claude Achkar
- Víctor Rentroya ... Comisario Carvajal

## Producción
- Original de: César Miguel Rondón.
- Tema musical principal: No renunciaré, interpretado por Jorge Rigó.
- Tema musical secundario: ¿Quién es usted?, interpretado por Antonietta.
- Musicalización: Frank Aguilar.
- Coordinación: Isidro Riera.
- Escenografía: Rolando Salazar.
- Edición: Orlando Manzo.
- Producción: Carlos Suárez.
- Dirección: Grazio d'Angelo.